# Großsteingrab Vogelsang (Lalendorf)
Das Großsteingrab Vogelsang ist eine megalithische Grabanlage der jungsteinzeitlichen Trichterbecherkultur bei Vogelsang, einem Ortsteil von Lalendorf im Landkreis Rostock (Mecklenburg-Vorpommern).

## Lage
Das Grab befindet sich etwa 1,3 km südlich von Vogelsang und ebensoweit südwestlich von Mamerow in einem Waldstück. Etwas mehr als 2 km östlich liegt das Großsteingrab Bergfeld.

## Beschreibung
Die Anlage besitzt eine ursprünglich von einem Rollsteinhügel ummantelte Grabkammer, bei der es sich um einen erweiterten Dolmen handelt. Die meisten Steine scheinen noch vorhanden zu sein, liegen jedoch größtenteils nicht mehr in situ.

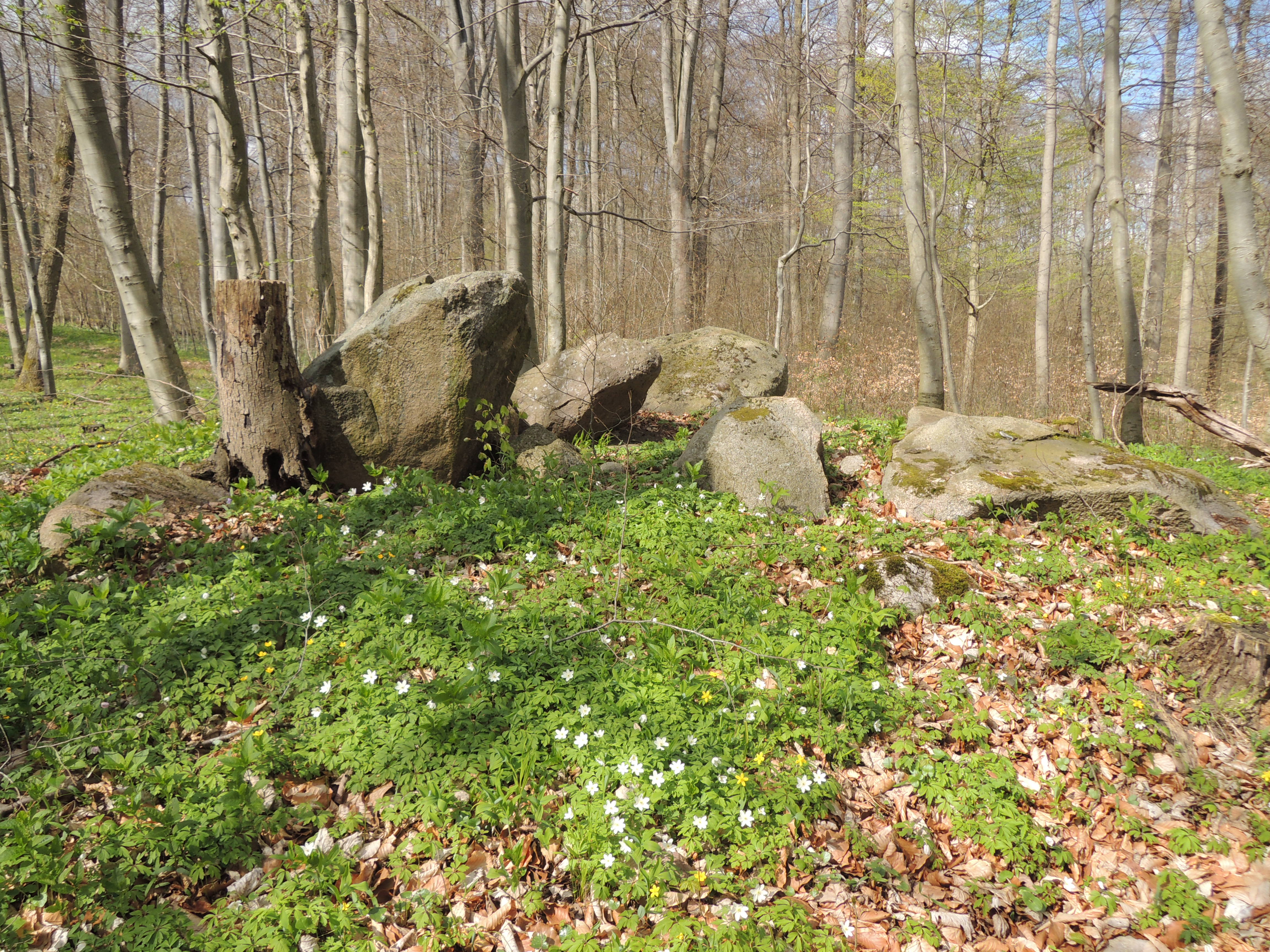
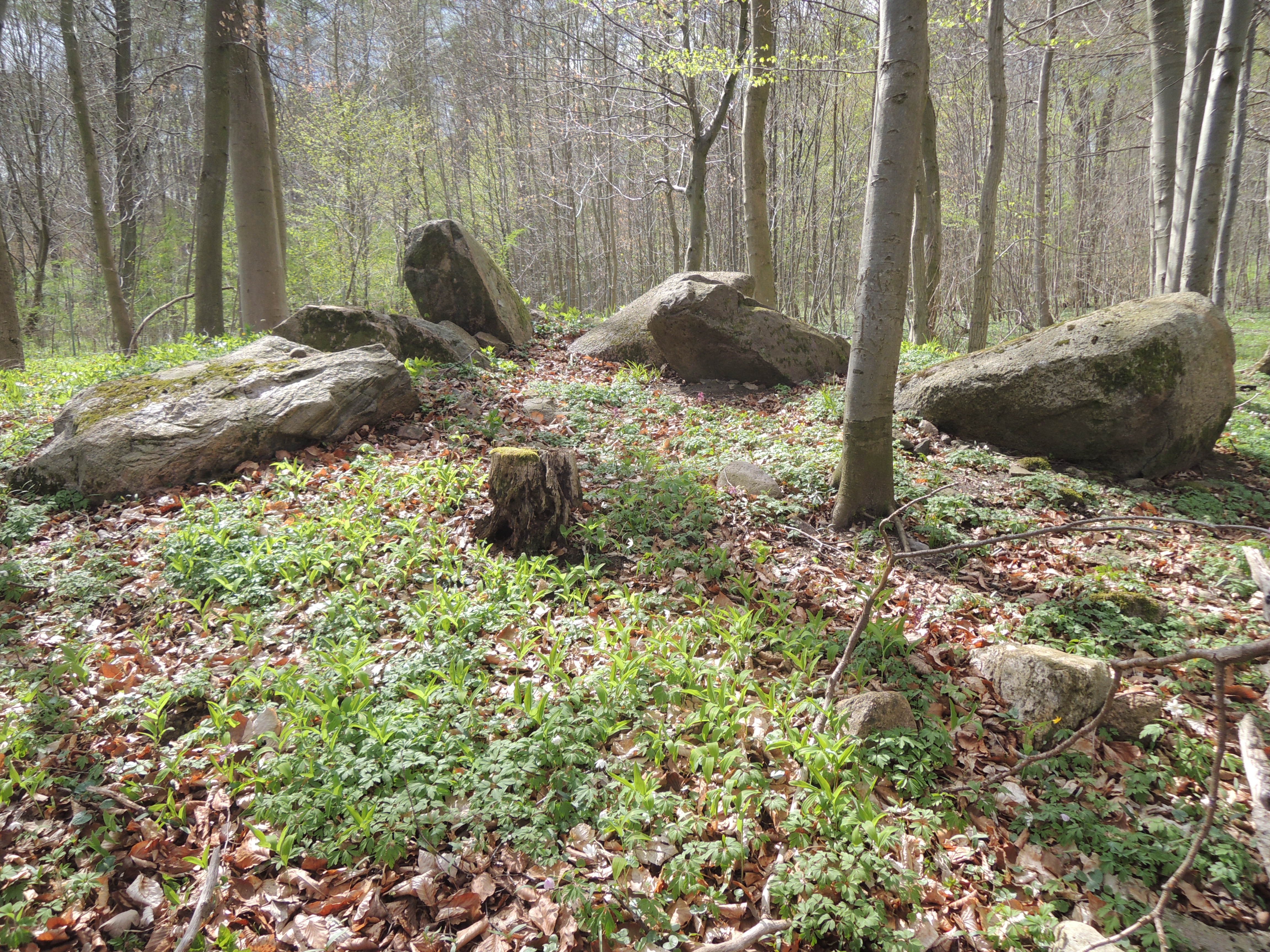
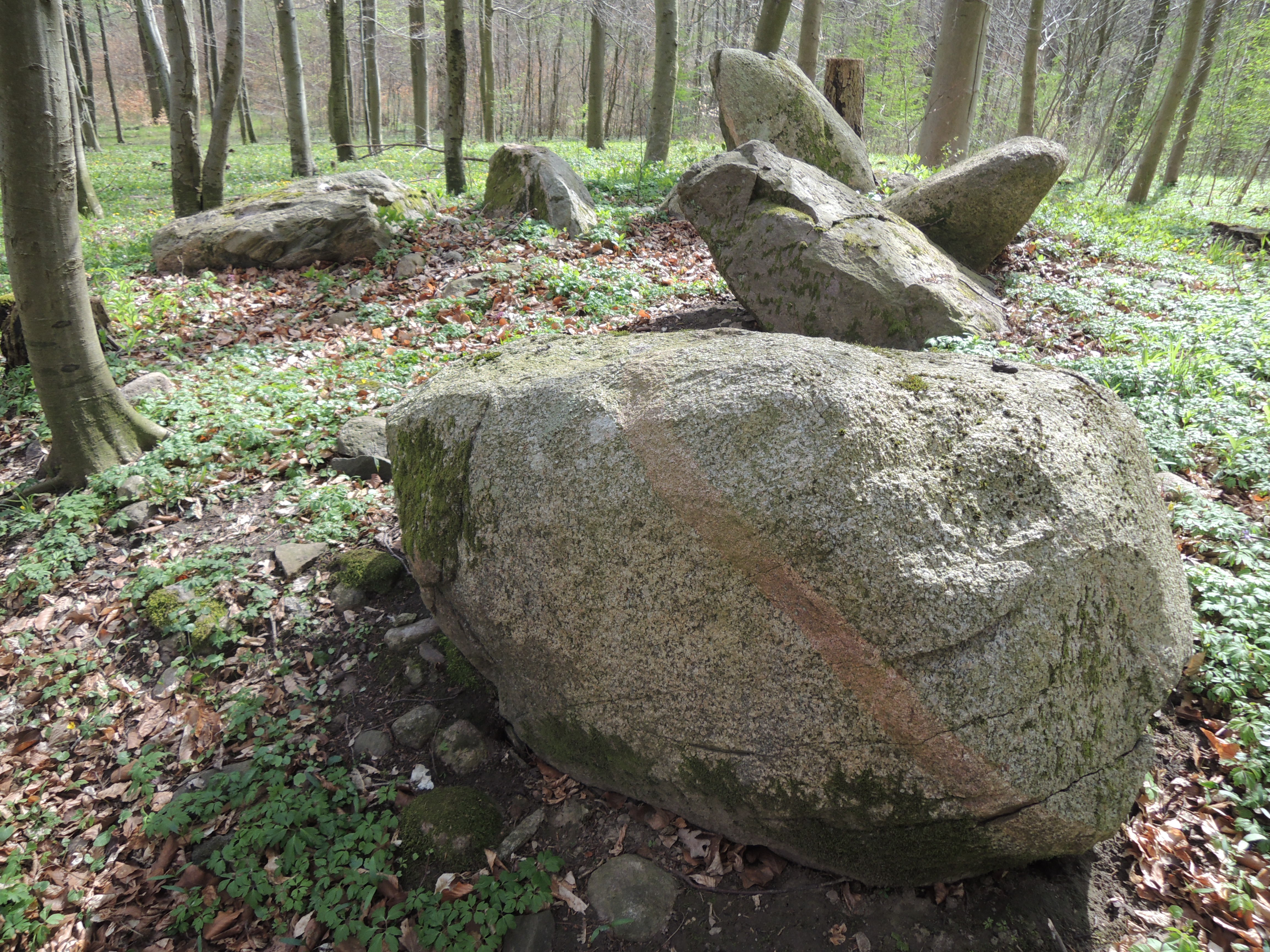
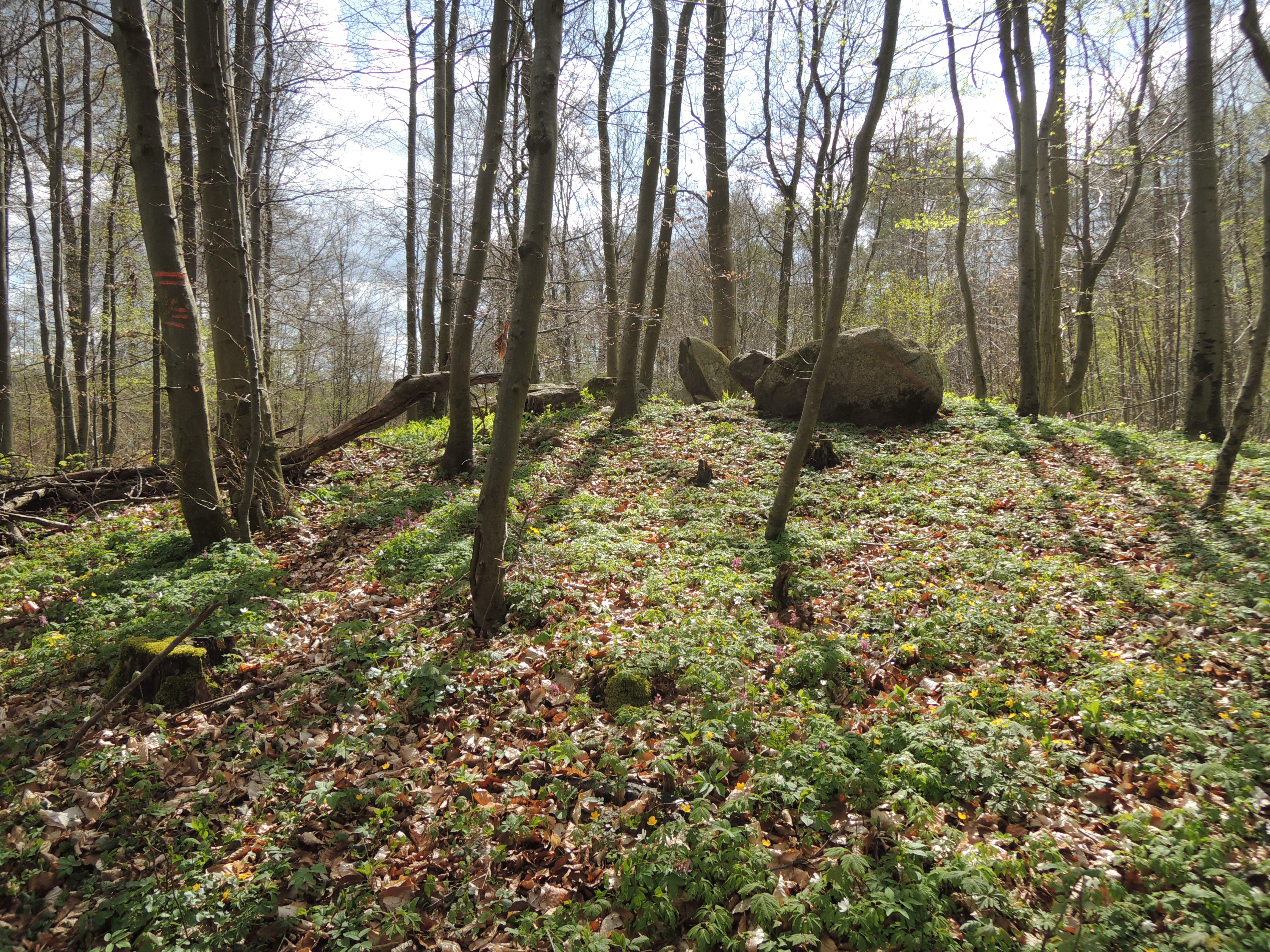